# Шервашидзе, Михаил Георгиевич
Михаи́л Шерваши́дзе (Хамуд-бей; груз. მიხეილ შერვაშიძე, 1806, Абхазия — 1866) — последний владетельный князь Абхазии (с 1822 и по 1866 годы). Генерал-лейтенант, генерал-адъютант русской императорской армии. Второй сын абхазского владетеля Сафар-бея (Георгия II) (1810—1821) и его жены Тамары Дадиани, дочери  Кации II (1757—1788), владетельного князя Мегрелии.

## Жизнь
Поскольку правящая абхазская династия исповедовала ислам, при рождении он получил турецкое имя Хамуд-бей. Воспитывался у знатного убыхского рода Берзеков. Отец заставил сына принять православие и отправил его в Тифлис в штаб главнокомандующего отдельным Кавказским корпусом. Сафар-бей умер в 1821 году, и владетелем стал его старший сын Дмитрий.
В 1823 году, после смерти своего старшего брата Дмитрия, в возрасте 15 лет Михаил вернулся в Абхазию под охраной двух рот русского егерского полка под командой капитана Морачевского (около 400 человек). До 1824 года был осажден абхазами в своей резиденции Соуксу. В 1824 году при поддержке русского отряда в 800 человек под командованием генерал-майора князя П. Д. Горчакова смог прорвать осаду и приступить к обязанностям владетеля Абхазии.
В 1830 году в Абхазии началось движение за переход в турецкое подданство. Князь Шервашидзе смог предотвратить такое развитие событий и дождался прихода русских войск, которые окончательно подавили это движение. За время Кавказской войны князь Шервашидзе неоднократно участвовал в экспедициях российских войск против горцев и за отличия в этих экспедициях получил чины генерал-майора, затем генерал-лейтенанта и также был пожалован в генерал-адъютанты.
Когда во время Крымской войны в пределы Абхазии вступили турки, князь Михаил принимал в Сухуме турецкого военачальника Омер-пашу. Требование русского командования на время войны выехать из своих владений в Тифлис он проигнорировал. Это позволило кавказскому наместнику Михаилу Николаевичу заподозрить его в измене и добиваться ареста непокорного вассала.
По окончании Кавказской войны князь Михаил был обвинён в поддержке своих кунаков убыхов и отстранён от реальной власти, после чего попытался без разрешения выехать за границу.

Не ожидая препятствия, я просил турецкое правительство прислать мне казённый пароход или нанять частный для проезда в Константинополь. Между тем в начале ноября месяца 1864 года прибыл ко мне в дом конный отряд и на вопрос мой о причине присыла войска, Генерального штаба подполковник граф Кутайсов объявил, что по воле Вашего Высочества, я должен немедленно выехать из Абхазии. Это мною в то же время и было исполнено.— Из письма Михаила Шервашидзе вел. кн. Михаилу Николаевичу
Последнего абхазского монарха отконвоировали в Ставрополь, а потом сослали в Воронеж, где он и умер в апреле 1866 года. Похоронен в древнем соборе села Мыку (Моква) Абжуйской Абхазии.

## Воинские звания
- Генерал-майор (11.10.1837)[4]
- Генерал-лейтенант (27.04.1845)
- Генерал-адъютант (27.07.1849)

## Награды
- Орден Святой Анны 2 ст. с алмазами (1825)[4]
- Орден Святого Станислава 1 ст. (1839)
- Орден Святой Анны 1 ст. (1841)
- Императорская корона к Ордену Святой Анны 1 ст. (1842)
- Орден Святого Владимира 2 ст. (1844)
- Орден Белого Орла (1854)
- Орден Святого Александра Невского (1857)

## Семья

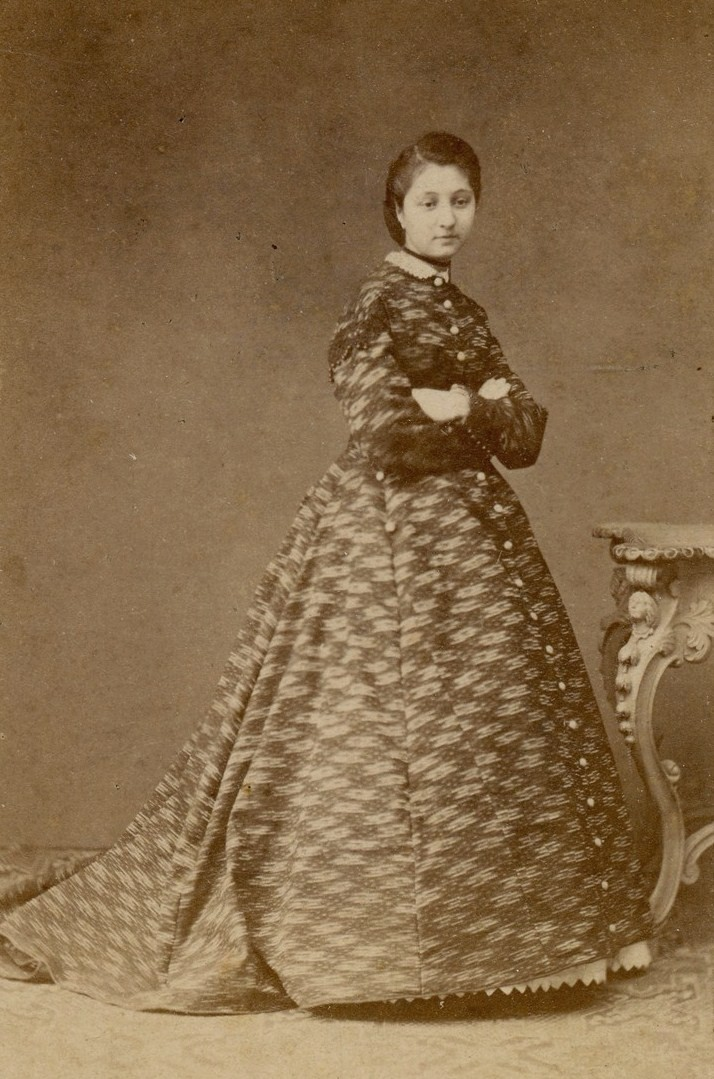
Нино Михайловна, дочь

Последний абхазский правитель был женат трижды — на дочери князя Беслангура Аредба по имени Акая, на дочери мингрельского правителя княжне Марии Дадиани и на Александре (Кесарии) Дадиани. Все дети от третьего брака:
- Тамара Михайловна (1840—1925) — в первом браке супруга князя Николая Элизбаровича Дадиани (1827—1879); во втором с 4.07.1882 года — князя Ноя (Кици) Ивановича Пагава (1857-?).
- Анна Михайловна (1842—1853)
- Николай Михайлович (1844—?)
- Георгий Михайлович (1846—1918) — светлейший князь; женат с 1873 года на Елене (Эло) Эрастовне Андриевской (1846—1913)
- Елена Михайловна (1848—1863)
- Нино Михайловна (1850—1868), умерла от туберкулёза.
- Михаил Михайлович (1854—1900)
- Варвара Михайловна (1859—1946), фрейлина, автор мемуаров; в первом браке с 5.11.1889 до 1897 супруга князя Николая Николаевича Цулукидзе (1868—?), во втором с 3.06.1907 года — барона А. Ф. Мейендорфа (1869—1964).

### Кавказский Сборник
- И. Дроздова Обзор военных действий на западном Кавказе с 1848 по 1856 год т. XI, стр. 482
- Высадка в 1857 г. на черкесский берег польско-английского десанта стр. 591 т. XIII
- Утверждение наше в Абхазии стр. 124, 128, 130, 136, 140, 145, 146
- Н. В. 1840, 1841 и 1842 годы на Кавказе стр. 365, 367, 421 и 422
- т. XIV, то же, ст. 314 и 317
- К. Обзор событий на Кавказе в 1846 году стр. 422 т. XVII